# Mozková obrna
Možná máte na mysli: Dětská obrna – infekční a virové onemocnění.
Mozková obrna (zkráceně MO), dříve dětská mozková obrna (zkráceně DMO), je označení pro soubor nenakažlivých a neprogresivních poruch vývoje motorických oblastí mozku nebo jejich jiné poškození v raném stádiu vývoje, jejichž důsledkem jsou zejména poruchy hybnosti.
Pod tento pojem se nezahrnují poruchy hybnosti, které jsou způsobené různými onemocněními svalů či periferních nervů. Nesmí se také zaměňovat s dětskou obrnou, virovým infekčním onemocněním.
Mozková obrna je nejčastější poruchou pohybu u dětí. Vyskytuje se asi u 2,1 na 1 000 živě narozených.

## Základní fakta
Mozková obrna není chorobou nakažlivou ani dědičnou; nejde o dětskou obrnu, virové infekční onemocnění. Rodič či jiný opatrovník si této poruchy všimne teprve tehdy, když je pohybový vývoj dítěte opožděn nebo se začne opožďovat. Velmi často to bývá po zhruba prvním půlroce života.
Tato choroba je důsledkem určitého poškození mozku, zejména hypoxie. Může vzniknout během jednoho ze tří následujících období:
- v těhotenství (prenatální etiologie)
- při porodu (perinatální etiologie)
- v prvních měsících života dítěte (postnatální etiologie)

Postižené dítě se kromě opožděného pohybového vývoje často musí potýkat také s psychologickými problémy kvůli nesnadnému začleňování se do společnosti. Velmi často se k mozkové obrně ještě přidávají jiné vady, jako jsou např. snížení inteligence, smyslové vady a v mnoha případech epilepsie.
Jsou časté deformity nohou. Mezi nejčastější patří koňská noha, kdy je pata tažena vzhůru a noha stojí na špičce.

## Formy mozkové obrny
Existují různé formy mozkové obrny, ty se často mezi sebou kombinují, pak se hovoří o smíšených formách.

### Diparetická forma
- symetrické postižení obou dolních končetin
- slabší dolní končetiny (méně vyvinuté)
- nápadný nepoměr mezi vzrůstem trupu a dolních končetin
- svalová hypertonie (svalové napětí)
- ztráty svalů – vadné držení dolních končetin i pánve
- inteligence bývá zachována

### Hemiparetická forma
- nejčastější
- skoro vždy více postižena horní končetina
- typické postižení charakterizováno paží přitaženou k trupu
- končetina pokrčena až úplně ohnutá v lokti
- předloktí otočeno hřbetní stranou vzhůru
- ruka ohnuta směrem do dlaně a uchýlena směrem k malíkové straně
- postižené končetiny slabší a zpravidla kratší ve srovnání s druhostrannými

### Kvadruparetická forma
- těžší forma diparetické formy
- obrnou postiženy všechny 4 končetiny

## Zdravotní postižení provázející mozkovou obrnu
- růstové problémy
- mentální postižení
- epilepsie
- poruchy zraku a sluchu
- abnormální pocity a poruchy citlivosti
- jiná postižení

## Léčba
Mozková obrna je choroba, která se nedá vyléčit. Dá se však pomocí léčby dosáhnout zlepšení podmínek a životních možností dítěte, což většinou příznivě ovlivňuje kvalitu jeho života. Lékařské pokroky posledních let a hlavně pokroky v léčbě postižených s mozkovou obrnou vedly k tomu, že dnes již mnozí z těch, kteří byli včas a správně léčeni, mohou vést téměř normální život.
Ani dnes ještě neexistuje nějaká standardní léčba, která by byla u všech pacientů dostatečně účinná. Lékař, který léčí pacienta s mozkovou obrnou, je víceméně závislý na řadě specializovaných odborníků, s jejichž pomocí nejprve správně určí a stanoví individuální poruchy a pak jim přizpůsobí celý terapeutický program. V současné době probíhá také několik klinických studií na aplikaci kmenových buněk z pupečníkové krve.
Léčebný plán může zahrnovat:
- léky pro léčbu epilepsie
- léky uvolňující spastické svaly
- dlahy pro svalovou nerovnováhu
- operační léčba, tzv. invazivní – například selektivní dorzální rizotomie
- mechanické pomůcky
- rehabilitace
- speciální péči a výchovu

Obecně platí, že čím dříve je komplexní léčba zahájena, tím větší má dítě šanci překonat vývojovou poruchu nebo se naučit zvládat různé úkoly alternativními způsoby. Používá se řada rehabilitačních metodik. Nejlepší výsledky jsou dosaženy při zahájení do 6 měsíců věku dítěte. Začíná se obyčejně s reflexním plazením (tzv. Vojtova metoda).